# (2604) Marshak
(2604) Marshak est un astéroïde de la ceinture principale.

## Description
(2604) Marshak est un astéroïde de la ceinture principale. Il fut découvert le 13 juin 1972 à Naoutchnyï par Tamara Smirnova. Il présente une orbite caractérisée par un demi-grand axe de 2,39 UA, une excentricité de 0,23 et une inclinaison de 14,8° par rapport à l'écliptique.

## Compléments